# Ruisseau Saint-Joseph
Le ruisseau Saint-Joseph est un affluent de la rive sud du lac Mégantic lequel se déverse dans la rivière Chaudière ; cette dernière coule vers le nord pour se déverser sur la rive sud du fleuve Saint-Laurent. Le ruisseau  coule dans la municipalité de Saint-Augustin-de-Woburn, dans la municipalité régionale de comté (MRC) de Le Granit, dans la région administrative de l'Estrie, au Québec, au Canada.

## Géographie
Le ruisseau Saint-Joseph prend sa source en zone de montagne au sud du mont Scotch dans la municipalité de Saint-Augustin-de-Woburn.
À partir de sa source, le ruisseau Saint-Joseph coule en zone forestière sur environ 5 km vers le nord-est avant de traverser le village de Saint-Augustin-de-Woburn, puis il rejoint la rivière Arnold 2 km vers le nord.

## Histoire
Le ruisseau servit de lieu de fondation près duquel, vers 1880, les premiers colons et défricheurs s'établirent  à la « Colonie de Channay » d'après Channay-sur-Lathan, située au nord-ouest de Tours et au Nord-Est de l'Anjou, en France. Ces premiers colons se regroupaient dans la région connue aujourd'hui sous le nom de rang Dubrûle, chemin de l'Aéroport et rang de Tout-De-Joie. La première petite agglomération aurait été située approximativement à l'endroit où l'on retrouve aujourd'hui les antennes de transmission de Mégantic-Transvision, à l'extrémité du rang Dubrûle. Une petite scierie fut construite sur le ruisseau par la Compagnie Nantaise. La colonie fut développée de La Compagnie de colonisation et de crédit des Cantons de l'Est. Un bureau de poste avait aussi été ouvert à Channay en 1882, puis fut transféré au village actuel de Saint-Augustin-de-Woburn en 1903.

## Toponymie
Le toponyme "ruisseau Saint-Joseph" a été officialisé le 19 octobre 1971 à la Commission de toponymie du Québec.